# Blackberry Z10
Blackberry Z10 là một điện thoại thông minh với màn hình cảm ứng 4G được phát triển bởi hãng điện thoại nổi tiếng Blackberry (RIM trước đây).

## Đánh giá

### Thiết kế
Blackberry Z10 đã thực sự thay đổi so với những phiên bản điện thoại trước đây của Blackberry. Ngay cả khi so sánh với những dòng máy cảm ứng đã ra mắt trước đây như Storm hay Torch thì cũng không còn nhiều điểm chung. Tuy nhiên, nhiều người cho rằng Blackberry Z10 có hơi hướng của máy tính bảng BlackBerry Playbook.
Theo đánh giá của nhiều chuyên gia cũng như cảm nhận của người sử dụng thì Z10 sở hữu một màn hình khá tuyệt vời. Cũng không ngạc nhiên khi CEO của hãng BlackBerry rất tự tin khi giới thiệu model cảm ứng của mình là sản phẩm có màn hình rất đẹp với công nghệ hiển thị mới nhất.